# 謝春梅
謝春梅（1922年11月6日—2020年4月29日，苗栗縣公館鄉人，台灣醫師、政治人物，長年在家鄉行醫並經常義診，曾任第六屆苗栗縣公館鄉民代表、苗栗縣公館鄉體育會理事長，妻子劉蓮英曾連任四屆苗栗縣議員。

## 生平

### 家庭
謝春梅祖籍廣東省蕉嶺縣，開台祖來到台灣定居苗栗西山，祖父遷至苗栗郡公館庄石圍墻。父親謝長煌為佃農，地主為徐定標，母親吳新妹為童養媳。謝春梅出生後與祖母、伯父、伯母同住，謝春梅嬰兒時母親母乳不足，親戚陳母有剩餘母乳，因此成為謝春梅乳母。:20-21

### 早年
謝春梅自幼幫忙家中務農，1936年14歲畢業於公館公學校，隔年在徐定標的推薦下跟隨周朝棟醫師學醫。後曾因嚮往飛行，謝春梅報名日本陸軍航空兵考試，但在父母的反對而未果。1939年前往嘉義商工電器科就讀一年，希望畢業能到石油會社工作，但因花費太大而休學。回到苗栗謝春梅跟隨劉家樑醫師學習眼科，之後轉到舅舅吳遠裕的岩田醫院實習。1940年謝春梅與配偶陳成妹結婚，之後在1944年23歲通過乙種醫師考試檢定，前往馬偕紀念醫院進行5個月醫師訓練，隔年取得開業執照，在新竹州苗栗郡公館庄福基地區開業。:61-78

### 壯年
1945年5月，謝春梅出任福基戰時診療所主任，開始以醫師名義回鄉行醫，但是在中日政權轉接後，福基戰時診療所被國民政府接收，因此謝春梅暫時回到家中行醫，之後在家鄉租房開設福基診所行醫。之後謝春梅買下福基地區一塊地建設新診所，1953年落成，隔年再娶劉開蓮為二房。:79,163,172

### 人生數次遇險
1935年中部大地震，死傷慘重，謝春梅幸運躲過，三弟謝發達罹難。謝春梅考取醫師後，原本要被派遣南洋擔任軍醫，但是在被派遣前日本政府宣佈無條件投降。謝春梅在馬偕紀念醫院受訓時，遇到美軍轟炸臺北，臨時躲到熱帶病防治所附近防空洞，逃過一劫。謝春梅晚年曾兩度腦血管栓塞，因提早發現無大礙。:298

### 面對傳染病
在戰後的台灣，因為戰時的破壞，以及國民政府疏忽對港口的管制，因此在日治時期已絕跡的傳染病天花、霍亂、鼠疫等紛紛出現，加上戰後物資缺乏，成為當時台灣醫生的嚴重考驗。
謝春梅在家鄉行醫時，1945年7月發現有患者感染天花，在施打牛痘疫苗後痊癒，之後又傳出一位感染。謝春梅為了避免產生大流行，預防性的給予全村民眾施打牛痘疫苗，這個在日治後期已絕跡的傳染病才沒有再次大流行。:164
白喉是急性呼吸道傳染病，好發於冬季，兒童罹病率較高，患者需儘速施打疫苗。日治時期曾大流行，促使殖民政府重視疫苗的製造，因此在日治晚期白喉已成為地方性傳染病。1947年除夕夜凌晨，有三例感染白喉的幼童到謝春梅的診所求診，診所只有兩劑血清，謝春梅先前往公館地區診所拿血清，卻都沒有庫存，因此在清晨時坐車前往苗栗衛生院拿血清，治癒三名孩童。:170-171
在1949年，謝春梅先後遇到三例狂犬病患者，因為未曾見過狂犬病，只知患者一見水就全身發抖，但是當時狂犬病無藥可醫，讓家屬帶回家隔離，以免疾病擴散。:167

### 出診經歷
早期台灣醫師會重視出診，出診是醫師累積人脈、增加知名度的主要方法，也因出診面對的病患都是緊急情況，是對年輕醫師技術的考驗。謝春梅行醫區域位於偏鄉地區，在出診時因交通不便，時常需要越過山峰、溪水，路程時常需一、二小時，但只要有病患求診，他都不辭辛勞前往，獅潭、泰安、大湖都有出診紀錄，直到87歲都還曾外出出診。謝春梅有次到獅潭鄉出診，為了通過溪水湍急的後龍溪，自行拉線籠通過，之後還要穿越竹南丘陵後才到達。:179-180
1960年代台灣開始使用化學肥料，因此農藥中毒的案件時常發生。謝春梅曾經遇過數起農藥中毒搶救經驗，都是農藥自殺者，其中有位住在獅潭的男子，因連續三胎都都夭折，耕作時想不開而服農藥自殺，即時被送到謝春梅的診所而獲救。:205-207

## 社會參與
謝春梅關注地方政治，第一次苗栗縣長選舉時，曾到參選人劉定國選舉總部聲援，後在苗栗縣長劉定國、公學校師長公館鄉長謝阿盛的鼓勵下參選，當選第六屆公館鄉民代表，以及議會副主席。1961年參選縣議員，因收到軍醫召集令而棄選入伍。配偶劉蓮英於1973年參選縣議員，連任八到十一屆四屆縣議員。:187-190
謝春梅在1960年擔任苗栗縣公館鄉體育會理事長，之後擔任苗栗縣排球委員會委員、田徑委員會委員多年，尋找優秀選手回鄉，使苗栗縣田徑、男女排球揚名台灣。謝春梅時常載福基國小選手外出比賽，以及贊助食宿經費、提供獎金。:218-219
在台灣健保尚未實施時，謝春梅就幫助苗栗家扶中心兒童義診。:181台灣過去沒有「法醫」職位，是由醫師進行驗屍，謝春梅年輕時跟隨舅舅吳遠裕四處驗屍，因此行醫之餘，也會下鄉幫忙地方行政相驗。:291-292
謝春梅從1958年子女就讀福基國小時擔任家長會長，當到1998年孫子女畢業後才卸任，共31年。時常在學校缺乏經費時，幫忙捐款、募款。:203

## 逝世
2020年4月，謝春梅身體有恙，有感冒、嘔吐等症狀，住院數日未見好轉，29日下午陷入昏迷，晚上由家屬接回家中後辭世，享耆壽98歲。5月15日舉辦告別式，總統蔡英文與副總統當選人賴清德前往謝春梅告別式會場，致祭並頒褒揚令，由五子謝其欣代表接受，令中稱其痌瘝在抱，為杏林典範，褒揚令全文為：

苗栗縣公館鄉福基診所醫師謝春梅，清勤慈愷，秉性純孝。少歲家境寒蹇，祖輩攖疢，矢願故里懸壺，奮勉力學，嗣通過日治時期乙種醫師考試合格，開啟逾七十載行醫濟世歲月。平居投身弱勢人文關懷，眷注社區公共事務；歷任公館鄉鄉民代表會副主席、體育會理事長、福基國小家長會會長等職，建置紓籌，枌榆望重。期間翻山越嶺無休出診，彌日累夜殫精救治；照應邑鄰疾患福祉，守護村僻眾民健康；自購多項疫苗藥品，提供貧戶免費施用，焦思勞神，視病猶親；矜憫恤苦，痌瘝在抱。曾獲頒苗栗縣政府好人好事代表、中華民國醫師公會全國聯合會臺灣醫療典範獎暨第28屆醫療奉獻獎等殊榮，徽音吐惠，志業揚芬。綜其生平，厚植地方基層醫療網絡，映現仁心良術杏林典範，德洋恩普，芳傳馨垂。遽聞上壽歸真，曷勝軫悼，應予明令褒揚，用示政府篤念耆宿之至意。

總　　　統　蔡英文　　　　

行政院院長　蘇貞昌　　　　

## 獲頒獎項
1994年獲苗栗家扶中心頒贈醫奉獻獎
1999年獲苗栗縣政府頒發好人好事代表
2008年榮獲台灣醫療典範獎，獲馬英九總統頒獎
2018年榮獲台灣醫療奉獻獎，獲蔡英文總統頒獎:305-310